# Uršulinke
Uršulinke (latinsko Ordo Sanctae Ursulae, slovenski prevod Red sv. Uršule, kratica OSU), so rimokatoliški cerkveni red, ki ga je 25. novembra leta 1535 v Brescii (današnja Italija) ustanovila Angela Merici.

## Zgodovina
Glavni namen redu je bil pomagati dekletom, da služijo Bogu kot posvečene osebe sredi razkristjanjenega sveta, ne da bi jih vezale zaobljube. Leta 1536 je škof Brescie potrdil Pravilo, leta 1537 pa je bil prvi vrhovni kapitelj, na katerem je bila Angela Merici izvoljena za vrhovno mater.
Družba svete Uršule se je s pomočjo milanskega nadškofa, kardinala Karla Boromejskega, kmalu razširila po vsej Italiji. Po združitvi Uršulink iz Brescie in Milana so kmalu nastale tako imenovane kongregirane hiše uršulink, nekakšni domovi za pomoč deklicam.
Družba svete Uršule se je po letu 1544, ko jo je priznal Papež Pavel III., začela širiti tudi izven Italije, predvsem po papeški državi na jugu Francije. leta 1572 je Papež Gregor XIII. na predlog Karla Boromejskega razglasil Uršulinke za cerkveni red.
Leta 1594 je Françoise de Bermond, ki je najprej živela uršulinsko življenje v svoji družini v Avignonu ustanovila hišo na Isle sur Sorgue. 
Leta 1612 postanejo pariške kongregirane uršulinke redovnice s slovesnimi zaobljubami, za kar je v veliki meri odgovorna njihova tamkajšnja pokroviteljica, Madame de Sainte Beuve. Njihov apostolat se je takrat povsem osredotočil na vzgojo deklet v internatih in brezplačnih šolah za dekleta iz revnih družin, kmalu pa so se po Franciji začeli ustanavljati uršulinski samostani, ki so se združevali v kongregacije.
Od leta 1622 so se tovrstni samostani ustanavljali tudi v drugih evropskih državah. Iz Francije so se uršulinke najprej razširile na območje današnje Belgije, od tam pa naprej v Nemčijo, Nizozemsko, Avstrijo, Madžarsko in Češkoslovaško.
Že leta 1639 je Marija od Učlovečenja Guyart, uršulinka iz Toursa, kot misijonarka odšla v Kanado, za svoje misijonarsko delo pa je bila leta 1980 razglašena za blaženo. 
V 18. stoletju so se uršulinke razširile še v Romunijo, Brazilijo, Grčijo, na Irsko in v Louisiano. Že na začetku 18. stoletja so se uršulinke naselile tudi na ozemlju nekdanje Jugoslavije, v Ljubljano so se namreč naselile že leta 1702. 
Ustanoviteljico reda, Angelo Merici je za blaženo leta 1768 razglasil takatni papež Klemen VIII., v svetnico pa jo je povzdignil Papež Pij VII., 24. maja leta 1807. 
Med Francosko revolucijo leta 1789 je bilo uničenih veliko uršulinskih hiš v Franciji, med žrtvami revolucije pa so se znašle tudi uršulinke-mučenke iz Valenciennesa, ki so bile razglašene za blažene leta 1920 ter mučenke iz Oranegea, razglašene za blažene leta 1925.
V 19. stoletju je prišlo do obnove mnogih uršulinskih hiš po Franciji, po svetu pa so nastajati nove kongregacije. Red se je začel takrat širiti po ZDA, Avstraliji, Indoneziji, Poljski, Mehiki, angleški Gvajani in Južni Afriki.
Papež Leon XII. je 15. novembra 1900  v Rim, po posredovanju kardinala Satollija, povabil vse predstojnice uršulinkih samostanov, ki bi želeli združitev, 28. novembra pa je ustno odobril Rimsko unijo reda svete Uršule. Kljub temu združevanju pa je s konstitucijami iz leta 1903 dovolil uršulinskim samostanom, ki so bili dolga leta neodvisni, samostojnost hiš in stalnost sester. 
Leta 1928 so nove konstitucije zahtevale od neodvisnih samostanov, da se deloma odpovedo svoji samostojnosti in tako postanejo aktivni člani svoje province in unije, medtem pa so se ustanavljale hiše na Kitajskem, Tajskem in v Peruju.
Leta 1984 je bila sprejeta trenutno veljavna konstitucija z naslovom Živite novo življenje.